# Георги Славков
Георги Славков с прякор Бенкса е български футболист, национал. Роден е на 11 септември 1958 г. в село Мусомище, Гоцеделчевско. Той е вторият от тримата българи, носител на „Златната обувка“ – 1981 г. Умира внезапно на 21 януари 2014 г. покосен от масивен инфаркт .

## Кариера
Играл е като офанзивен полузащитник и централен нападател за Тракия (Стамболийски), Тракия (Пловдив), ЦСКА, Сент Етиен (Франция), Шавеш (Португалия), Апоел (Тел Авив) (Израел) и Нес Сиона (Израел). Шампион на България за юноши-старша възраст с екипа на „Ботев“ през 1976 г. През 1981 г. е голмайстор на А група с 31 гола за Ботев (Пд) и става носител на „Златната обувка“ на „Франс футбол“. Двукратен шампион на България с ЦСКА през 1980 и 1983). Трикратен носител на купата на страната през 1981, 1983, 1985 г. Има 37 мача (30 като състезател на Ботев (Пд) и 7 докато е в ЦСКА) и 11 гола (8 докато е в Ботев (Пд) и 3 докато е в ЦСКА) за националния отбор, 8 мача с 1 гол за младежкия национален отбор и 35 мача с 6 гола за юношеския национален отбор. С екипа на Ботев (Пд) има 25 официални и приятелски международни срещи, вкарал е 10 гола, в 40 приятелски срещи – 36 гола и в 40 срещи с 36 гола за купата на страната. В евротурнирите има 17 мача и 6 гола (7 мача и 1 гол за ЦСКА в КЕШ, 2 мача и 2 гола за Ботев в КНК, 6 мача с 2 гола за ЦСКА и 2 мача с 1 гол за Ботев в турнира за купата на УЕФА). Притежава добра техника, с точни подавания, перфектен изпълнител на свободни удари, висока резултатност в играта. През 1981 г. е удостоен със званието „Майстор на спорта". Футболист №2 на България през 1980 г. Футболист №3 на България през 1981 и спортист №6 на Балканите през 1981 г. Най-добър футболист на Пловдив за 1978, 1980 и 1981 г.
На 24 април 2015 година градският стадион в Стамболийски, откъдето започва кариерата на Славков, е преименуван с името „Георги Славков“.

## Състезателна кариера
- Тракия (Стамболийски) 1975 – 1976
- Тракия (Пловдив) 1976 – 1979 1980 – 1982; 112 мача, 61 гола
- ЦСКА 1979 – 1980, 1982 – 1986; 101 мача, 48 гола
- Сент Етиен 1986 – 1988
- Шавеш 1988 – 1991
- Апоел (ТА) 1991/92
- Нес Сиона 1992/ес.
- Ботев (Пловдив) 1993/пр., 5 мача

## Успехи

### Отборни
Тракия (Пловдив)
- Купа на България (1): 1981

ЦСКА (София)
- А група (2): 1979/80, 1982/83
- Купа на България (1): 1985
- Купа на Съветската армия (2): 1985, 1986

### Индивидуални
- Голмайстор на А група (1): 1981 (31 гола)
- Златна обувка (1): 1981